# Bhairunagi, Indi
Bhairunagi là một làng thuộc tehsil Indi, huyện Bijapur, bang Karnataka, Ấn Độ.